# Куевас-Бахас
Куевас-Бахас (ісп. Cuevas Bajas) — муніципалітет в Іспанії, у складі автономної спільноти Андалусія, у провінції Малага. Населення — 1459 осіб (2010).
Муніципалітет розташований на відстані близько 360 км на південь від Мадрида, 55 км на північ від Малаги.

## Демографія
Динаміка населення (INE ):

## Галерея зображень

Розташування муніципалітету у провінції Малага